# Congonha (Bandeirantes)
Congonha é um distrito do município brasileiro de Bandeirantes, no estado de Mato Grosso do Sul.
Seu povoado se localiza na confluência das BR 163 e 060, e cresceu em torno do antigo Posto São Pedro, já fechado.
O local é bem conhecido pela panificação de cucas deliciosas e uma variedade de pães e bolos caseiros que podem ser encontrados no restaurante que leva o nome do antigo posto.